# 천재 강아지 미스터 피바디
《천재 강아지 미스터 피바디》(Mr. Peabody & Sherman)는 2014년 공개된 미국의 애니메이션 영화이다.

## 줄거리
천재 강아지 피바디와 그의 입양아들 셔먼은 과거로 시간 여행을 할 수 있는 기계 '와박(WABAC)'을 이용해 역사를 탐험한다. 어느 날, 셔먼은 학교 친구 페니에게 잘 보이고 싶어 와박을 몰래 작동시키고, 그 과정에서 시간의 균열을 만들어 버린다.
이로 인해 역사가 뒤틀리고 미래가 위험해지자, 피바디와 셔먼은 과거로 돌아가 역사를 바로잡아야 한다. 설상가상으로, 아동복지국 요원인 그러니언은 피바디가 부적절한 양육자라 판단하고 셔먼을 데려가려 한다.
피바디는 페니네 가족을 저녁 식사에 초대해 화해하려 하지만, 셔먼이 페니와 함께 과거로 떠나버린다. 이들은 고대 이집트, 르네상스 시대의 피렌체, 트로이 전쟁 등 다양한 시대를 여행하며 여러 사건에 휘말린다. 트로이 전쟁에서 피바디는 셔먼과 페니를 구하려다 위기에 처하고, 셔먼은 피바디와 다투고 뛰쳐나가 트로이군에 합류하기도 한다.
결국 피바디는 다시 나타나 아이들을 구하지만, 셔먼과 페니는 과거의 자신과 만나 시간의 역설을 일으킨다. 이로 인해 시간의 균열이 더 커지고, 과거의 인물들과 물건들이 뉴욕에 나타나는 혼란이 발생한다. 그러니언은 계속해서 셔먼을 데려가려 하고, 피바디는 극심한 스트레스에 그녀를 물어버려 경찰에 신고당한다.
피바디, 셔먼, 페니는 와박을 타고 미래로 잠시 이동하여 시간의 균열을 복구하고, 과거의 인물들은 다시 제 시대로 돌아간다. 셔먼은 페니와 친구가 되고, 피바디와의 관계도 더욱 깊어진다. 한편, 트로이 목마 안에서 오디세우스는 그러니언과 아가멤논을 부부로 선언한다.

## 배역
- 타이 버렐 - 미스터 피바디
- 맥스 찰스 - 셔먼
- 애리얼 윈터 - 페니 피터슨
- 레슬리 맨 - 패티 피터슨
- 스탠리 투치 - 레오나르도 다빈치
- 스티븐 토볼로스키 - 퍼디 교장
- 엘리 켐퍼 - 파울라 피터슨
- 앨리슨 재니 - 그러니언
- 캐런 브라 - 메이슨
- 조슈아 러쉬 - 칼
- 로리 프레이저 - 마리 앙투아네트
- 기욤 아레토스 - 로베스피에르
- 데니스 헤이스버트 - 판사
- 스티븐 콜베어 - 폴 피터슨
- 잭 캘리슨 - 텃 왕
- 스티브 발렌타인 - 아이
- 릴라 버치 - WABAC
- 레이크 벨 - 모나리자
- 패트릭 워버턴 - 아가멤논 왕
- 톰 맥그라스 - 오디세우스
- 멜 브룩스 - 알버트 아인슈타인
- 제스퍼 조해니스 앤드류스 - 아기 셔먼
- 알 로드리고 - 아약스
- 월트 도른 - 프랑스인 농부 / 택시운전사 / 스파르타쿠스
- 아담 알렉스 말리 - 프랑스인 농부
- 킴 붑스 - 프랑스인 농부
- 니콜라스 게스트 - 프랑스인 농부
- 토마스 레논 - 이탈리아인 농부
- 롭 민코프 - 오싹한 소년
- 잭키 곤노 - 추가적인 목소리

## 한국판 성우진
- 안지환 - 미스터 피바디
- 연정흠 - 셔먼
- 김미랑 - 페니
- 홍범기 - 폴 피터슨
- 한신정 - 패티 피터슨
- 이소영 - 그루니온
- 기타 배역: 조동희, 이종구, 이종혁, 안경진, 이봉준, 안장혁, 이선주, 이장원, 김기철, 양준건, 고구인, 오병조, 김하영, 이재범, 이태우, 우준혁, 양한열, 김태민

## 제공
- 수입/배급 : CJ E&M 영화사업부문
- 제작 : 드림웍스 애니메이션